# Manuel Martínez-Sellés d'Oliveira Soares
Manuel Martínez-Sellés d'Oliveira Soares (Lisboa, 1971) es un médico, cardiólogo, escritor y catedrático universitario español. Fue presidente del Colegio de Médicos de Madrid, desde septiembre de 2020.hasta noviembre de 2024 

## Biografía
Nieto de Manuel Martínez-Sellés, presidente del Ilustre Colegio Oficial de Médicos de Madrid (1938-1939). Hijo de la española Encarnación Martínez Hernández, jefa de Servicio de Anestesia, y del portugués Ruy Eduardo Anselmo de Oliveira Soares, secretario General de la Cruz Roja Portuguesa. Está casado con la odontóloga Inmaculada Martínez Mariscal con la que tiene ocho hijos. Es contrario al aborto y a la eutanasia y ha atacado la "ideología de género".
De nacionalidad portuguesa y española, cursó su educación secundaria en el Colegio Militar de Lisboa.
Tras licenciarse en Medicina y Cirugía en la Universidad Complutense de Madrid - Hospital Clínico de San Carlos (1988-1995) se doctoró en esa misma universidad en 2001. Realizó una Diplomatura y Máster en "Diseño y Estadística en Ciencias de la Salud" en la Universidad Autónoma de Barcelona (2000). Es especialista en Pastoral Familiar por la Pontificia Universidad Lateranense (Roma, 2009), Máster en Dirección de Unidades Clínicas por a Universidad de Murcia (2017) y Máster en Gestión Clínica, Dirección Médica y Asistencial por el CEU-Universidad Cardenal Herrera (2021). 
Jefe de la Sección de Cardiología del Hospital Universitario Gregorio Marañón (2009), presidente del Ilustre Colegio Oficial de Médicos de Madrid (2020), y vicepresidente de la Unión Interprofesional de la Comunidad de Madrid (2020). Sus líneas de investigación se han centrado en las enfermedades cardiovasculares y sus peculiaridades en las mujeres y los ancianos.

### Sociedades a las que pertenece
- Presidente del Ilustre Colegio Oficial de Médicos de Madrid.
- Catedrático de Medicina. Universidad Europea de Madrid.
- Jefe de Sección de Cuidados Cardiológicos Agudos (Servicio de Cardiología). Hospital General Universitario Gregorio Marañón.
- Profesor Asociado. Universidad Complutense de Madrid. Acreditado como Catedrático de Universidad por la ANECA.
- Vicepresidente de la Unión Interprofesional de la Comunidad de Madrid.
- Miembro de la Comisión Nacional de Cardiología. Consejo Nacional de Especialidades en Ciencias de la Salud

### Cargos previos
- Presidente de la Sección de Cardiología Geriátrica de la Sociedad Española de Cardiología.[11]
- Vicepresidente del Comité de Ética Asistencial del Hospital General Universitario Gregorio Marañón.[12]
- Presidente de la Sociedad Española de Infecciones Cardiovasculares de 2021 a 2023.[13]

## Distinciones
- Journal of Clinical Medicine Highly Cited Papers in the Section “Cardiology”: Acute coronary syndrome in the older patient[14]
- Premio de la Sociedad Española de Cardiología 2023 al Mejor Artículo Original Publicado en REC: CardioClinics[15]
- Premio 2023 “Top Downloaded Article CLINICAL CARDIOLOGY 2023”[16]
- Incluido en la lista 'Forbes' 2023 de los 25 personajes más influyentes en la sanidad española[17]
- Premio 2023 “Top Cited Article 2021-2022 INTERNAL MEDICINE JOURNAL”[18]
- Premio “Revista Misión” 2022.[19]
- Doctor honoris causa Academia Internacional de Ciencia, Arte, Cultura y Educación 2022, con sede en México, y su Claustro Doctoral integrado por:  Northen International University, El Salvador. Academia Española de Literatura Moderna. Centro Universitario Trilingüe. Academia Internacional de Ciencias, Tecnología, Educación y Humanidades. Colegio Internacional de Líderes y Genios. Academia Latinoamericana de Literatura Moderna. Facultad de Ciencias Médicas y Jurídicas FACMED. Cumbre Mundial del Conocimiento Consejo de Educación y Capacitación Queretano. A.C. Certificadora Mexicana Agropecuaria CEMA. Institución Manuel Leyva. Colectivo Cultural Chacicó. Voluntades México. Fundación Cuadros y Rostros A.C. Asociación de Salud Pública de Quintana Roo. A.C.[20]
- Reconocimiento del Movimiento Hipocrático a la Trayectoria Humanística y Humanizadora de la Medicina 2022, Universidad CEU San Pablo[21]
- Premio "Audacia ante el mundo", Religión en Libertad (2022)[22]
- Premio CEU por la Vida de Relevancia Pública (2022)[23]
- Premio Educatio en la categoría de Familia y Vida (2021)[24]
- Premio HazteOir (2021)[25]
- Segundo premio de la Sociedad Española de Cardiología a los artículos publicados con mayor repercusión internacional a medio plazo (2021)[26]
- Miembro Honorario Sociedad Paraguaya de Cuidados Intensivos Cardiovasculares (2019)
- Mención especial a la mejor labor investigadora de la Universidad Europea de Madrid (2018)
- Premio Pañella Casas, otorgado por la Sociedad Española de Geriatría y Gerontología (2017)[27]
- Premio In Memoriam Enrique Calderón Asín de la Real Academia de Medicina y Cirugía de Cádiz (2014)[28]
- Premio García-Conde de la Real Academia de Medicina de la Comunidad Valenciana (2013)[29]
- Mención Honorífica Premio Dr. Fernando Jiménez Herrero de la Real Academia de Medicina de Galicia (2011)
- Premio Hipócrates del Ilustre Colegio de Médicos de Madrid al mejor trabajo sobre un tema o problema del campo de la ética y deontología médica (2010)[30]
- Mención Honorífica Premio Bial (2006)[31]
- Premio Esteve “Unidos por la atención al Paciente” otorgado por la Organización Médica Colegial (2006)[32]
- Premio Pfizer en Salud de la Mujer Categoría Sanitaria (2006)[33]
- Accésit de la Sociedad Española de Cardiología a los artículos publicados en la Revista Española de Cardiología con mayor repercusión internacional (2003)[34]
- Young Investigator Award. International Congress on Cardiovascular Pharmacotherapy - European Society of Cardiology Working Group on Cardiovascular Pharmacology and Drug Therapy (ISCP 2003)
- Premio al mejor trabajo de la XXIII Reunión Anual de la Sección de Ecocardiografía y Otras Técnicas de Imagen - Sociedad Española de Cardiología (2002)
- Premio Doctor Cardeñosa de la Real Academia de Medicina (2001)[35]
- Premio de Investigación Mapfre Medicina para Jóvenes Investigadores otorgado por la Sociedad Española de Cardiología (2001)
- Premio Izasa concedido por la Sección de Hemodinámica y Cardiología Intervencionista de la Sociedad Española de Cardiología (2000)
- 2nd Madrid Arrhytmia Meeting Award.

## Obras
Hasta 2023 ha escrito 504 artículos científicos y es autor y editor de varios libros y capítulos de libros relacionados con su especialidad médica. Además, ha publicado los siguientes libros para el público en general:
- Verdades incómodas para personas autónomas, Ediciones Rialp, Madrid, 2025, 139 pp., ISBN: 978-84-321-7090-4.
- Salva tu matrimonio. Ediciones Rialp, Madrid, 2022. ISBN: 978-84-321-6241-1
- Eutanasia: un análisis a la luz de la ciencia y la antropología, Madrid, Rialp, 2019, 91 pp., ISBN: 978-84-321-5195-8.[38]
- "Y Dios se hizo… célula", Palabra, Madrid, 2015. Traducido al portugués: "E Deus fez-se celula", Lisboa, 2016.[39]